# 趙佖
趙 佖（ちょう ひつ、元豊5年（1082年）- 崇寧5年11月4日（1106年11月30日））は、北宋の神宗の九男。

## 経歴
才人武氏（後に貴妃）の息子として生まれた。賢和帝姫の同母兄である。
元豊5年（1082年）7月に生まれ、元豊6年（1083年）閏6月、儀国公に封ぜられた。幼少の頃、急驚風で一度病状が悪化し、名医銭乙により一命を取り留めた。元豊8年（1085年）4月、兄の哲宗により大寧郡王に封ぜられた。紹聖2年（1095年）3月、申王に進封された。
元符3年（1100年）に哲宗が崩じた際、嗣子がなかったので、長弟の趙佖を推す重臣もいたが、皇太后向氏が目疾を口実に反対した。同年3月、帝位を継いだ弟の徽宗により陳王に再進封された。崇寧5年（1106年）11月、薨去した。大観元年（1107年）1月、呉王に追贈され、「栄穆」と諡された。

## 家族
靖康の変後、以下に記されている人物はいずれも金に連行された。
- 息子：趙有奕。和義郡王に封ぜられた。『三朝北盟会編』（1162年完成）によると、同書の頃まで金で健在であったという。
- 孫娘：趙琪花、趙氏
- 息子の側室[2]：林霊好。連行途中に死去した。
- 息子の側室：毛久香

## 伝記資料
- 『宋史』
- 『宋会要輯稿』
- 『靖康稗史箋證』